# هرفورد، انگلستان
latitudeهرفورد، انگلستانlongitudeهرفورد، انگلستان

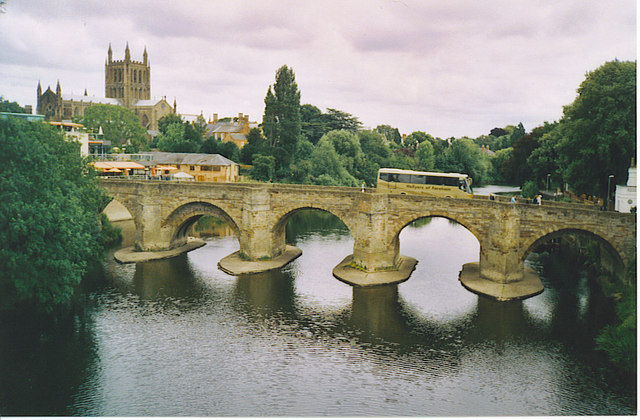

هرفورد (به انگلیسی: Hereford) شهری در شهرستان هرفوردشر در ناحیه میدلند غربی در کشور انگلستان